# Konstantin Murawiew

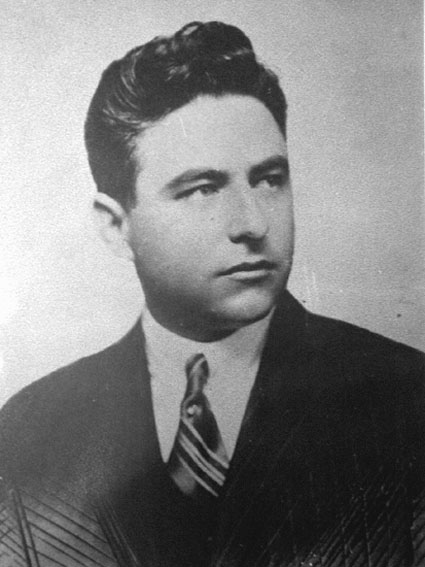
Konstantin Murawiew

Konstantin Wladow Muraviev (bulgarisch Константин Владов Муравиев; * 5. März 1893 in Pasardschik; † 31. Januar 1965 in Sofia) war ein bulgarischer Politiker und Ministerpräsident.

## Biographie

### Familie, Studium und berufliche Laufbahn
Der Neffe des 1923 ermordeten Ministerpräsidenten Aleksandar Stambolijski absolvierte ein Studium am US-amerikanischen Robert College in Istanbul, das er 1912 abschloss, und an dem zuvor bereits andere bulgarische Ministerpräsidenten wie Konstantin Stoilow, Todor Iwantschow und Iwan Geschow studiert hatten.
Während der Balkankriege von 1912 und 1913 sowie des Ersten Weltkrieges war er als Soldat in Sofia stationiert.
1918 wurde er Mitglied des Bulgarischer Bauernvolksbunds, der zwischen 1900 und 1923 die größte politische Partei Bulgariens war. Anschließend wurde er Privatsekretär seines Onkels, der am 6. Oktober 1919 Ministerpräsident wurde. Während dessen Amtszeit wurde er Beamter des Außenministeriums, für das er Auslandsstationen als Konsul in Rotterdam und in der Türkei absolviert.

### Abgeordneter, Minister und Ministerpräsident 1944
1923 wurde er erstmals zum Abgeordneten der Nationalversammlung gewählt. Am 12. März 1923 berief sein Onkel ihn zum Kriegsminister in seinem Kabinett. Beim Staatsstreich vom 9. Juni 1923 wurde sein Onkel ermordet; Aleksandar Zankow bildete eine rechte Regierung.
1927 wurde er erneut zum Abgeordneten der 12. Nationalversammlung gewählt, der er dann auch in der folgenden Wahlperiode bis 1934 angehörte. In diesen Jahren war er in der Regierungen der Bauernunion vom 29. Juni 1931 bis zum 31. Dezember 1932 Minister für Erziehung und Wissenschaft in den Kabinetten von Aleksandar Malinow und Nikola Muschanow. Dieser berief ihn dann im Anschluss zum Minister für Landwirtschaft und Forsten, was er bis zum Ende von Muschanows Amtszeit am 19. Mai 1934 blieb.
Am 2. September 1944 wurde er vom Regentschaftsrat auf Bitte der westlichen Alliierten als Nachfolger von Iwan Bagrjanow zum Ministerpräsidenten ernannt, nachdem die Alliierten Bagrjanows Annäherungsversuche zurückgewiesen hatten. Am 5. September 1944 ratifizierte er ein Gesetz, durch das die vorherigen Rechtsverluste der Juden wieder aufgehoben werden sollten. Drei Tage später erklärte er dem zuvor verbündeten Deutschen Reich den Krieg. Während seiner Amtszeit übernahm er auch das Amt des Außenministers.
Bereits am 9. September 1944 wurde seine Regierung nach dem Einmarsch der Roten Armee von der Widerstandsbewegung der Vaterländischen Front gestürzt. Seine pro-anglo-amerikanische Regierung geriet nicht nur von der kommunistischen Bewegung in Kritik, sondern auch von der neuerlich gebildeten, sich in den von Deutschland kontrollierten Gebieten aufhaltenden Regierung im Exil, die sich für die Treue gegenüber dem Deutschen Reich und dem mit ihm geschlossenen Bündnis aussprach und vom ehemaligen Premierminister Alexander Zankow geführt wurde. Anders als viele Zeitgenossen entging Murawiew jedoch einer Verurteilung zum Tode. Er wurde zu lebenslanger Haft verurteilt und blieb bis 1955 im Gefängnis. Ein Jahr später wurde er erneut festgenommen und bis 1961 im Arbeitslager Belene inhaftiert. 1996 hob das Verfassungsgericht der Republik Bulgarien das Urteil gegen ihn auf.
1963 veröffentlichte er ein Buch über die bulgarische Politik unter dem Titel Събития и хора (dt.: Ereignisse und Menschen).